# مدل بنگاه به بنگاه

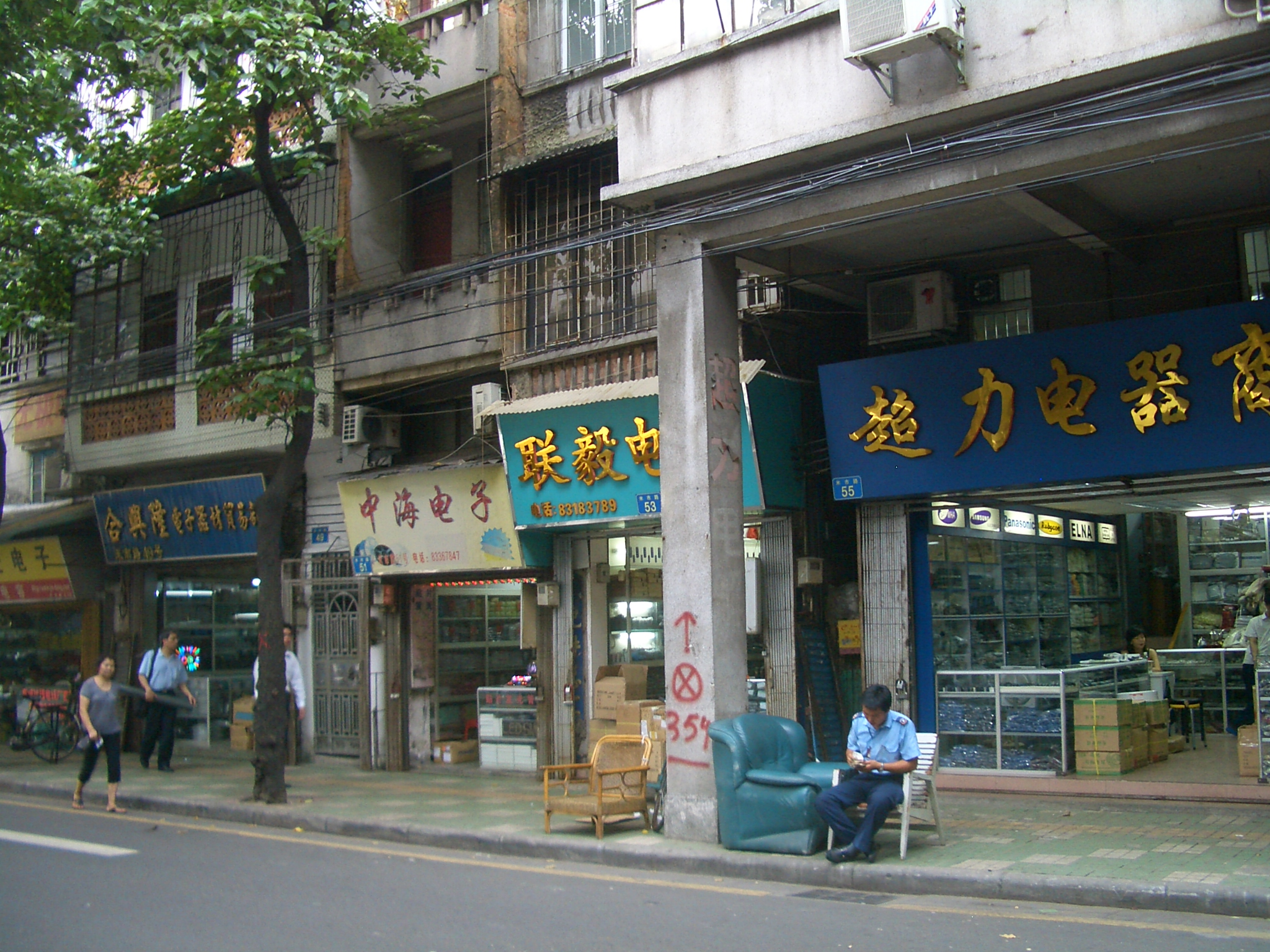

مدل تجارت بنگاه به بنگاه (به انگلیسی: Business-to-business (B2B)) اشاره به بنگاهی( کسب‌وکاری) می‌کند که طرف معامله آن یک بنگاه (کسب‌وکار دیگر) است. معمولاً به صورت زیر اتفاق می‌افتد:
- یک کسب‌وکار برای فرایند تولید خود نیاز به خرید منابع دارد مانند: یک کارخانه تولید غذا که نمک خود را می‌خرد.
- یک کسب‌وکار به دلایل عملیاتی (مثلاً یک تولیدکننده مواد غذایی برای حسابرسی امور مالی خود) نیاز به استفاده از خدمات کسب و کار دیگری دارد.
- یک کسب‌وکار که کارش ارائه کالاها و خدمات تولید شده توسط دیگر کسب و کارهاست (مانند یک خرده فروش که محصول نهایی را از تولیدکننده مواد غذایی خریداری می‌کند).

مدل تجاری بنگاه به بنگاه اغلب در برابر مدل (B2C) (بنگاه به مصرف‌کننده) قرار دارد. در تجارت بنگاه به بنگاه اغلب دو طرف داد و ستد از قدرت مذاکره قابل مقایسه‌ای با هم برخوردارند و اگر هم نباشند، هر یک از طرفین معمولاً دارای پرسنل حرفه‌ای و مشاور حقوقی در مذاکره در بیان و پیگیری شرایط خود می‌شود، در حالی که در B2C این روابط تا اندازه بسیار بیشتری با معیارهای اقتصادی توأم با عدم تقارن اطلاعاتی شکل می‌گیرد.
به‌طور کلی حجم معاملات بنگاه به بنگاه بیشتر از حجم معاملات b2c است. دلیل اصلی این است که به‌طور معمول در یک زنجیره تأمین تراکنش‌های بنگاه به بنگاه خیلی بیشتر مواد خام یا اجزای تشکیل دهنده محصول مورد معامله قرار می‌گیرد، ولی یک تراکنش b2c فقط برای فروش محصول نهایی انجام می‌شود. برای مثال: یک کارخانه تولید اتومبیل خیلی معامله بنگاه به بنگاه ایجاد می‌کند مثلاً خرید تایرها و شیشه‌های جلوی اتومبیل و انواع شلنگ‌های لاستیکی برای خودرو ولی فقط محصول نهایی تولید شده برای فروش به مشتری یک معامله b2c انجام می‌شود.
می توان گفت مذاکره B2B (Business to Business) یک فرآیند پیچیده است که نیازمند مهارت‌های خاصی است. در این نوع مذاکرات، تعامل بین دو شرکت یا سازمان انجام می‌شود که هر یک به دنبال ارتقاء منافع و تعاملات مشترک هستند. برای موفقیت در مذاکرات B2B، لازم است که ابتدا اطلاعات کافی در مورد شرکت مقابل و هدف‌های آن‌ها داشته باشیم. سپس، با برنامه‌ریزی دقیق و استفاده از تاکتیک‌های مناسب مانند برقراری ارتباط مؤثر، استدلال‌های قوی، ایجاد اتفاقات ناگهانی مؤثر، و تعامل با احساسات، می‌توانیم به نتیجه مطلوب در مذاکرات دست پیدا کنیم. همچنین، مدیریت زمان، شناخت بهترین زمان برای مذاکره، و ارائه پیشنهادهایی که منافع هر دو طرف را تأمین کننده باشد، از جمله عوامل کلیدی در موفقیت مذاکرات B2B است.

## مدل‌های تجارت بنگاه به بنگاه
بازار تجارت بنگاه به بنگاه را می‌توانیم با توجه به تعداد خریداران و فروشندگانی که در بازار فعالیت می‌کنند به سه دسته کلی زیر تقسیم‌بندی کنیم که هر کدام می‌توانند به عنوان یک راهکار بازاریابی برای بنگاه‌های اقتصادی در نظر گرفته بشوند:
- ۱-تجارت بنگاه به بنگاه بر مبنای فروشندگان ((Seller oriented: تعداد بسیار زیادی فروشنده با تعداد محدودی خریدار در ارتباط هستند.
- ۲-تجارت بنگاه به بنگاه بر مبنای خریداران (Buyer Oriented): تعداد بسیار زیادی خریدار با تعداد محدودی فروشنده در ارتباط هستند.
- ۳-تجارت بنگاه به بنگاه بر مبنای خریداران و فروشندگان (Intermediary-oriented): تعداد بسیار زیادی خریدار با تعداد بسیار زیادی فروشنده در ارتباط هستند.

باید توجه کرد به این مسئله که مصرف‌کنندگان اصلی، محصولات را نه تنها با توجه به قیمت انتخاب می‌کنند بلکه مواردی از قبیل محبوبیت محصولات، وضعیت و دیگر محرک‌های احساسی را نیز در نظر می‌گیرند، در حالی که برای خریداران بنگاه به بنگاه تنها قیمت و سود بالقوه محصول اهمیت دارد. در بازاریابی بنگاه به بنگاه تجار و صاحبان کسب و کار مجبور به شناخت مشتریان و واسطه‌های آن‌ها می‌باشند.
در اساس تجارت بنگاه به بنگاه هرآنچه که بتواند امورات خرید و فروش را سرعت و سهولت بیشتری ببخشد از قبیل شرکا و خدمات مرتبط با تجارت همچون تأمین کنندگان، خریداران، حمل و نقل دریایی محصولات، logestic (پشتیبانی)، سرویس‌های بازرسی، کاربری‌های نرم‌افزار و غیره در مکان واحدی جمع می‌شوند. یافتن راه‌های جدید برای ترویج روابط از طریق رسانه‌های اجتماعی در حال حاضر یک موضوع داغ در جهان و بازاریابی بنگاه به بنگاه است. شبکه‌های اجتماعی راه جدیدی را برای مکالمات و ارتباطات بین کسب وکارها ایجاد کرده‌اند.
بررسی‌ها نشان داد که احتمال خرید شرکت‌ها از طریق رسانه‌های اجتماعی بسیار زیاد است نسبت به سال‌های گذشته. شرکت‌های بنگاه به بنگاه حرفه‌ای و فرصت طلب راه‌های ابتکاری ای برای استفاده از رسانه‌های اجتماعی به نفع خود یافته‌اند.
در این مدل تجارت (بنگاه به بنگاه) خرده فروشی اهمیت و جایگاهی ندارد و خریداران به دنبال خرید عمده محصولات با سود و قیمت خوب هستند، زیرا خرده فروشی خالی از ریسک نیست و خریداران تمایلی برای خرید هرنوع جنسی را از اینترنت ندارند.

## کاربردهای تجارت بنگاه به بنگاه
در کاربردهای بنگاه به بنگاه خریداران و فروشندگان تنها سازمانها هستند . تجارت بنگاه به بنگاه حدود 85در صد حجم معاملات EC با پوشش طیف گسترده ای از کاربردها به سازمان این امکان را میدهد تا با توزیع کنندگان.واسطه ها.تامین کننده ها.مشتریان و سایر شرکای تجاری را مجددا سازماندهی کنند. چندین مدل کسب و کار برای کاربردهای بنگاه به بنگاه وجود دارد مهم‌ترین آن‌ها بازارهای سمت فروشنده.بازارهای سمت خریدار و بورس الکترونیکی است.
بازارهای سمت فروشنده:
در این مدل سازمانها میکوشند محصولات یا خدماتشان را به صورت الکترونیکی از بازار الکترونیکی خصوصی خود و/یا از یک سایت ثالث به فروش برسانند.این مدل شبیه مدلی از تجارت بنگاه به بنگاه است که در آن خریدار باید به سمت فروشنده مراجعه کند. کاتالوگ‌های آن را مشاهده نماید و سفارش خود را ارائه دهد.با این که در بازار سمت فروشنده بنگاه به بنگاه خریدار یک سازمان است.
بازارهای سمت خریدار:
بازارهای سمت خریدار مدلی است که در آن سازمان میکوشد کالاها و خدمات مورد نیاز خود را به صورت الکترونیکی از سایر سازمانها خریداری نماید. یکی از روشهای اصلی خرید کالاها و خدمات در مدل سمت خریدار مزایده است. در این روش شرکتی که قصد خرید اقلام را دارد یک درخواست قیمت (RFQ) در سایت وب خود یا در یک بازار پیشنهادهای ثالث قرار میدهد. پس از ارسال RFQ فروشندگان به صورت الکترونیکی پیشنهادهای خود را ارائه میکنند. این نوع حراج حجم عظیمی از فروشندگان را - که سازنده. توزیع کننده یا خرده فروش هستند به خود جذب می‌کند.پیشنهادهای ارائه شده برای ارزیابی از طریق اینترانت خریدار به دپارتمانهای مالی و مهندسی ارسال می‌شود
محبوب ترین نوع کسب و کار b2b:
- مهندسی و ماشین‌آلات (مثل صنعت خودروسازی، صنعت هواپیما، کشتی‌سازی و…). مثال ملموس تر این قضیه مرسدس بنز است. شاید فکر کنید که شرکت مرسدس بنز ماشین‌هایی تولید شده را به افراد معمولی میفروشد، اما در واقعیت اینطور نیست. در اصل برای فروش بیشتر از طریق شبکه دیگری اقدام میکند. در واقع به یکسری افراد در سراسر دینا نمایندگی اعطا میکند و آن نماینده‌ها ماشین هارا به فروش می رسانند، پس یک کسب و کار B2B محسوب میشود.
- شرکت‌های فرآوری کالا و فلز؛ مثلا شرکت‌هایی که کار استخراج نفت رو انجام میدهند نفت را به کارخانه‌های مختلف می‌فروشند. این نیز یک مثال دیگر از این نوع کسب و کار است.
- صنایع شیمیایی
- صنایع چوب
- خدمات تبلیغات و بازاریابی: تقریبا همه کسب و کارها به تبلیغات نیاز دارند، بنابراین شرکت‌های خدمات تبلیغاتی هم می‌توانند مثال خوبی باشند که درآمد نسبتا بالایی هم دارند.